# Comuna Prîvorottea, Camenița
Prîvorottea (în ucraineană Привороття) este o comună în raionul Camenița, regiunea Hmelnîțkîi, Ucraina, formată din satele Adamivka, Dobrovillea, Kizea și Prîvorottea (reședința).

## Demografie
Componența lingvistică a comunei Prîvorottea
     Ucraineană (99,35%)
     Alte limbi (0,64%)
Conform recensământului din 2001, majoritatea populației comunei Prîvorottea era vorbitoare de ucraineană (99,35%), existând în minoritate și vorbitori de alte limbi.